# Гульябани
Гульябани (азерб. Qulyabani — «оборотень», с араб. гул — «чудовище-демон», с перс. ябан — «пустыня») — оборотень, низший злой дух в представлении азербайджанцев (гул-ябаны, гули-ябаны, биабан-гули), турок, киргизов (гульбиябан), таджиков (гул, гул-ёвони).

## Гульябани у азербайджанцев и турок
По представлениям азербайджанцев и турок, гульябани был злым духом, жившим в степи или на кладбище. Его также можно было встретить в подземельях, руинах, на местах битв и побоищ. Излюбленным его занятием было пугать припозднившихся ночных путников, странников из каравана. У азербайджанцев наряду с гульябаны используется близкие по значении слова — «меша адамы» (лесной человек), «тюклю-адам» (волосатый человек), «гыллыджа» (покрытый грубыми волосами), «ал-арвад» (женщина, ал, обозначает подобное существо женского пола).
Согласно поверьям азербайджанцев, гульябани имел черты оборотня, который по ночам любил ездить на лошади, запутывать ей гриву. По поверью если его поймать и воткнуть в ворот его одежды иголку, он, подобно рабу («гул» в переводе с азербайджанского означает «раб»), станет работать на человека. Но все приказы хозяина он будет выполнять наоборот. В западных районах Азербайджана гульябани часто отождествляли с вредоносным духом воды.

## Гульябани у киргизов и таджиков
У киргизов Восточного Памира и таджиков гульябани обитал в пустынных местах (в горных лесах). Был похожим на человека, покрытым серой (или чёрной) шерстью, крупного размера, с неприятным запахом и имеющим вывернутые назад ступни. Являясь людям, разговаривал с ними человеческим голосом нередко предлагая им бороться.
Образ гюль-ябани восходит к мусульманскому гуль. В народе его называли также и джинном (злой дух)

## Ираноязчыные народы
Криптозоолог Борис Поршнев приводит данные о том, что словом «гульябани» или «гули ябани» ираноязычные и некоторые тюркоязычные народы называли «реликтового антропоида».

## Упоминания в литературе
- Азербайджанские сказки. Том 4. Гл. ред. Камран Мамедов. «Сказка о Джине».